# Mehmed Ćosić
Mehmed Ćosić (Tuzla, 25 giugno 1997) è un calciatore bosniaco, difensore del Radnički Kragujevac.

## Carriera

### Nazionale
Ha esordito con la nazionale bosniaca il 18 dicembre 2021, nell'amichevole persa per 1-0 contro gli Stati Uniti.

## Statistiche

### Presenze e reti nei club
Statistiche aggiornate al 17 luglio 2025.
| Stagione                   | Squadra                    | Campionato                 | Campionato | Campionato | Coppe nazionali | Coppe nazionali | Coppe nazionali | Coppe continentali | Coppe continentali | Coppe continentali | Altre coppe | Altre coppe | Altre coppe | Totale | Totale |
| Stagione                   | Squadra                    | Comp                       | Pres       | Reti       | Comp            | Pres            | Reti            | Comp               | Pres               | Reti               | Comp        | Pres        | Reti        | Pres   | Reti   |
| -------------------------- | -------------------------- | -------------------------- | ---------- | ---------- | --------------- | --------------- | --------------- | ------------------ | ------------------ | ------------------ | ----------- | ----------- | ----------- | ------ | ------ |
| mag. 2016                  | Sloboda Tuzla              | PL                         | 1          | 0          | CB              | -               | -               | -                  | -                  | -                  | -           | -           | -           | 1      | 0      |
| 2016-gen. 2017             | Radnički Lukavac           | 1. liga FBiH               | 14         | 3          | CB              | 3               | 2               | -                  | -                  | -                  | -           | -           | -           | 17     | 5      |
| gen.-giu. 2017             | Velež Mostar               | 1. liga FBiH               | 14         | 1          | CB              | -               | -               | -                  | -                  | -                  | -           | -           | -           | 14     | 1      |
| 2017-2018                  | Velež Mostar               | 1. liga FBiH               | 21         | 5          | CB              | 1               | 0               | -                  | -                  | -                  | -           | -           | -           | 22     | 5      |
| 2018-2019                  | Velež Mostar               | 1. liga FBiH               | 30         | 0          | CB              | 1               | 0               | -                  | -                  | -                  | -           | -           | -           | 31     | 0      |
| 2019-2020                  | Velež Mostar               | PL                         | 21         | 1          | CB              | 2               | 0               | -                  | -                  | -                  | -           | -           | -           | 23     | 1      |
| 2020-2021                  | Velež Mostar               | PL                         | 31         | 2          | CB              | 1               | 0               | -                  | -                  | -                  | -           | -           | -           | 32     | 2      |
| 2021-2022                  | Velež Mostar               | PL                         | 29         | 2          | CB              | 5               | 0               | UECL               | 6                  | 0                  | -           | -           | -           | 40     | 2      |
| 2022-gen. 2023             | Velež Mostar               | PL                         | 12         | 0          | CB              | 1               | 0               | UECL               | 2                  | 0                  | -           | -           | -           | 15     | 0      |
| Totale Velež Mostar        | Totale Velež Mostar        | Totale Velež Mostar        | 158        | 11         |                 | 11              | 0               |                    | 8                  | 0                  |             | -           | -           | 177    | 11     |
| gen.-giu. 2023             | Kolubara                   | SL                         | 15         | 1          | KS              | -               | -               | -                  | -                  | -                  | -           | -           | -           | 15     | 1      |
| 2023-gen. 2024             | Željezničar                | PL                         | 15         | 0          | CB              | 1               | 0               | -                  | -                  | -                  | -           | -           | -           | 16     | 0      |
| gen.-giu. 2024             | Radnički Kragujevac        | SL                         | 17         | 0          | KS              | 2               | 0               | -                  | -                  | -                  | -           | -           | -           | 19     | 0      |
| 2024-2025                  | Radnički Kragujevac        | SL                         | 34         | 2          | KS              | 0               | 0               | UCoL               | 2                  | 0                  | -           | -           | -           | 36     | 2      |
| Totale Radnički Kragujevac | Totale Radnički Kragujevac | Totale Radnički Kragujevac | 51         | 2          |                 | 2               | 0               |                    | 2                  | 0                  |             | -           | -           | 55     | 2      |
| Totale carriera            | Totale carriera            | Totale carriera            | 254        | 17         |                 | 17              | 2               |                    | 10                 | 0                  |             | -           | -           | 281    | 19     |

### Cronologia presenze e reti in nazionale
| Cronologia completa delle presenze e delle reti in nazionale ― Bosnia ed Erzegovina | Cronologia completa delle presenze e delle reti in nazionale ― Bosnia ed Erzegovina | Cronologia completa delle presenze e delle reti in nazionale ― Bosnia ed Erzegovina | Cronologia completa delle presenze e delle reti in nazionale ― Bosnia ed Erzegovina | Cronologia completa delle presenze e delle reti in nazionale ― Bosnia ed Erzegovina | Cronologia completa delle presenze e delle reti in nazionale ― Bosnia ed Erzegovina | Cronologia completa delle presenze e delle reti in nazionale ― Bosnia ed Erzegovina | Cronologia completa delle presenze e delle reti in nazionale ― Bosnia ed Erzegovina |
| Data                                                                                | Città                                                                               | In casa                                                                             | Risultato                                                                           | Ospiti                                                                              | Competizione                                                                        | Reti                                                                                | Note                                                                                |
| ----------------------------------------------------------------------------------- | ----------------------------------------------------------------------------------- | ----------------------------------------------------------------------------------- | ----------------------------------------------------------------------------------- | ----------------------------------------------------------------------------------- | ----------------------------------------------------------------------------------- | ----------------------------------------------------------------------------------- | ----------------------------------------------------------------------------------- |
| 18-12-2021                                                                          | Carson                                                                              | Stati Uniti                                                                         | 1 – 0                                                                               | Bosnia ed Erzegovina                                                                | Amichevole                                                                          | -                                                                                   | 77’                                                                                 |
| Totale                                                                              |                                                                                     | Presenze                                                                            | 1                                                                                   |                                                                                     | Reti                                                                                | 0                                                                                   |                                                                                     |

## Palmarès

### Club

#### Competizioni nazionali
- Prva liga Federacija Bosne i Hercegovine: 1

Velež Mostar: 2018-2019
- Coppa di Bosnia ed Erzegovina: 1

Velež Mostar: 2021-2022